# Gerd von Rundstedt (Generalmajor)
Gerd Arnold Konrad von Rundstedt (* 19. Februar 1848 in Berlin; † 4. Januar 1916 in Heikendorf) war ein preußischer Offizier, zuletzt Generalmajor.

## Leben
Gerd von Rundstedt, Sohn des Offiziers und Malers Eberhard von Rundstedt, entstammte einer altmärkischen Adelsfamilie aus der Nähe von Stendal und trat 1865 als Fähnrich in das Husaren-Regiment Nr. 10 der Preußischen Armee ein und wurde dort am 20. Juli 1866 zum Sekondeleutnant befördert. Im gleichen Jahr machte er den Deutschen Krieg mit. 1869 stieg Rundstedt zum Regimentsadjutant auf und nahm in dieser Funktion 1870/71 am Krieg gegen Frankreich teil. Für seine Leistungen erhielt er das Eiserne Kreuz II. Klasse.
Nach Kriegsende absolvierte er bis 1874 die Kriegsakademie. Am 12. März 1881 folgte seine Beförderung zum Rittmeister und zeitgleich die Ernennung zum Eskadronchef. In gleicher Funktion wurde Rundstedt am 12. Dezember 1882 in das Husaren-Regiment Nr. 13 versetzt. Ab 8. Juli 1886 diente er als Adjutant der 21. Division. Als Major kam Rundstedt 1893 zum Stab des Husaren-Regiments Nr. 16 und wurde zum Regimentskommandeur ernannt.  Im weiteren Verlauf seiner Militärkarriere wurde Rundstedt am 27. Januar 1899 zum Oberst befördert und als Kommandeur des Landwehrbezirks Kiel eingesetzt. Für seine Leistungen in der Truppenführung wurde Rundstedt mit dem Roten Adlerorden III. Klasse mit Schleife, dem Kronenorden II. Klasse sowie dem Orden der Eisernen Krone II. Klasse und dem Komturkreuz des Franz-Joseph-Ordens ausgezeichnet. 1905 wurde er unter Verleihung des Charakters als Generalmajor verabschiedet.
Während des Ersten Weltkriegs wurde Rundstedt als Offizier z.D. wiederverwendet und diente als Inspekteur der Ersatz-Eskadronen des IX. Armee-Korps.

## Familie
Gerd von Rundstedt heiratete am 15. September 1874 Adelheid Fischer (1856–1925). Aus der Ehe gingen folgende Söhne hervor:
- Gerd (1875–1953)[3], Generalfeldmarschall ⚭ 1902 Luise (Bila) von Götz (1878–1952)
- Udo (1877–1962) ∞ 1919 Carola Mashalsky (1887–1971)
- Eberhard (1878–1931) ⚭ 1925 Cara Chritiane Keil (1893–1940)
- Joachim (1879–1953) ⚭ 1921 Herta Schrey (1898–1975)